# Pole obrazowe obiektywu
Pole obrazowe obiektywu – pole rzutowania obrazu przez obiektyw, w którym możliwe jest naświetlenie materiału światłoczułego. 
Ze względu na budowę obiektywu fotograficznego pole obrazowe dzieli się na trzy części:
1. środkową, w której jasność i ostrość obrazu jest jednakowa, ta cześć nazywana jest również polem krycia;
2. pierwszy pierścień, w którym pogarsza się ostrość;
3. drugi pierścień, w którym pogarsza się ostrość i jasność.

W fotografii używa się przede wszystkim pierwszej części pola obrazowego. Pierścienie powodują między innymi efekt winietowania.
Wielkość pola odwzorowania nie jest stała i zależy od ustawionej przysłony. Najmniejsze pole odwzorowania występuje przy ustawieniu na nieskończoność.
Pole obrazowe jest szczególnie ważne w fotografii wielkoformatowej, w której ruchy elementów aparatu wielkoformatowego zależą nie tylko od konstrukcji samej kamery, ale i od odpowiednio dużego pola krycia. Z tego powodu producenci obiektywów do kamer wielkoformatowych w specyfikacji obiektywu podają, poza ogniskową i kątem widzenia, również średnicę pola obrazowego.